# 格林多湖
52°21′17″N 12°56′12″E / 52.354623°N 12.936633°E

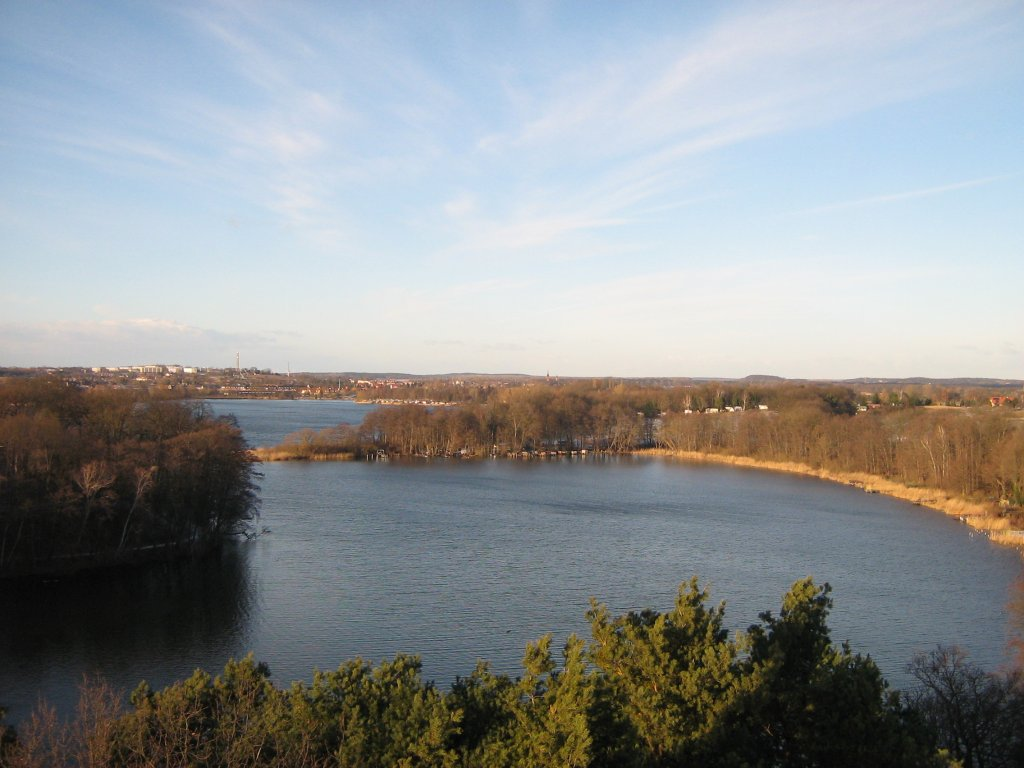

格林多湖（德語：Glindowsee），是德國的湖泊，位於該國東北部，由勃蘭登堡州負責管轄，處於波茨坦-米特爾馬克縣，長3.3公里、寬1公里，面積1.95平方公里，平均水深5.1米，最大水深14米，水體容量1,000萬立方米。